# SA-3 (Apollo)
SA-3 (angleško Saturn-Apolon 3) je bil tretji polet rakete nosilke Saturn I, drugi polet Projekta Highwater in del Nasine vesoljske odprave s človeško posadko v Programu Apollo.

## Cilji odprave
SA-3 je nadaljevala preskusni režim, ki ga je začela odprava SA-1. Vsaka odprava se je za malenkost razlikovala od predhodne in preskušala druge vidike sistema. Glavna razlika odprave SA-3 pred SA-1 in SA-2 je bila, da je bila prva stopnja polno naložena s pogonskim gorivom in ne le 83 % kot predhodna dva poleta.
Na programu tega poleta je bil tudi preskus retroraket, ki bi se pri vzletu vžgale med ločevanjem prve in druge stopnje. V odpravi SA-3 niso bile potrebne, ker je bila druga stopnja le slepo obtežena. Tudi pri izmenjavi podatkov so prvič uporabili digitalni sistem, kar je bilo pomembno za prihodnje avtomatske nadzorne procese, ki bi jih uporabili pri prihodnjih izstrelitvah.
Kot odprava SA-2 je bila tudi SA-3 del Projekta Highwater, kjer je bila druga stopnja obtežena s 109.000 litri vode. Ko je raketa dosegla predpisano višino, so jo razstrelili, in tvoril se je umetni oblak.